# Atletiek op de Paralympische Zomerspelen 2024 - 100 m mannen T53
De 100 meter voor mannen klasse T53 op de Paralympische Zomerspelen 2024 vond plaats van op 4 september in het Stade de France. Deze klasse is voor atleten met onderbreking van de zenuwen in de lagere delen van de rug, met normaal gebruik van armen en handen, geen of beperkte rompfunctie en geen beenfunctie. De winnaar van 2020 was Pongsakorn Paeyo uit de Thailand. Hij werd opgevolgd door Abdulrahman Al-Qurashi uit de Saudi Arabië, Pongsakorn Paeyo behaalde het zilver en Ariosvaldo Fernandes uit Brazilië won de bronzen medaille.

## Records
Voorafgaand aan het toernooi waren dit het wereldrecord en het Paralympisch record.
| Wereldrecord        | Canada Brent Lakatos      | 14.10 | Arbon | 27 mei 2017      |
| Paralympisch record | Thailand Pongsakorn Paeyo | 14.20 | Tokio | 1 september 2021 |

## Series
De eerste drie van beide series kwalificeerden zich direct voor de finale. Van de overgebleven atleten kwalificeerden bovendien de twee snelsten zich voor de finale.

#### Serie 1
| Rang | Baan | Naam                   | Naam | Tijd  | Bijz. |
| ---- | ---- | ---------------------- | ---- | ----- | ----- |
| 1    | 3    | Abdulrahman Al-Qurashi | KSA  | 14.57 | Q, SB |
| 2    | 4    | Pongsakorn Paeyo       | THA  | 14.99 | Q     |
| 3    | 7    | Brian Siemann          | USA  | 15.35 | Q     |
| 4    | 6    | Pichet Krungget        | THA  | 15.48 | q     |
| 5    | 5    | Enkhmanlai Purevtsog   | MGL  | 16.03 | SB    |

#### Serie 2
| Rang | Baan | Naam                 | Naam | Tijd  | Bijz. |
| ---- | ---- | -------------------- | ---- | ----- | ----- |
| 1    | 6    | Ariosvaldo Fernandes | BRA  | 15.19 | Q     |
| 2    | 4    | Pierre Faribank      | FRA  | 15.32 | Q     |
| 3    | 7    | Mohamed Khelifi      | TUN  | 15.60 | Q     |
| 4    | 5    | Byunghoon Yoo        | KOR  | 15.94 | q     |
| 5    | 2    | Masaberee Arsae      | THA  | 16.03 |       |

### Finale
| Rang   | Baan | Naam                   | Naam | Tijd  | Bijz. |
| ------ | ---- | ---------------------- | ---- | ----- | ----- |
| Goud   | 4    | Abdulrahman Al-Qurashi | KSA  | 14.48 | PB    |
| Zilver | 5    | Pongsakorn Paeyo       | THA  | 14.66 | SB    |
| Brons  | 7    | Ariosvaldo Fernandes   | BRA  | 15.08 |       |
| 4      | 8    | Brian Siemann          | USA  | 15.27 |       |
| 5      | 6    | Pierre Faribank        | FRA  | 15.28 |       |
| 6      | 9    | Pichet Krungget        | THA  | 15.38 |       |
| 7      | 3    | Mohamed Khelifi        | TUN  | 15.50 |       |
| 8      | 2    | Byunghoon Yoo          | KOR  | 15.92 |       |